# Booking.com
Booking.com ist Betreiber des gleichnamigen Webportals zur Buchung von Reiseunterkünften sowie Flügen und Mietwagen. Unternehmenssitz ist Amsterdam. Die Gesellschaft hat Zugriff auf die Vermittlung von über 28 Mio. Unterkünften weltweit. Sie besitzt und betreibt eine Website gleichen Namens, die in 43 Sprachen verfügbar ist. Eigentümer der Gesellschaft ist die an der Börse gelistete US-amerikanische Booking Holdings Inc. Die Angebote werden online oder über mobile Apps bereitgestellt.

## Inhalt der Website

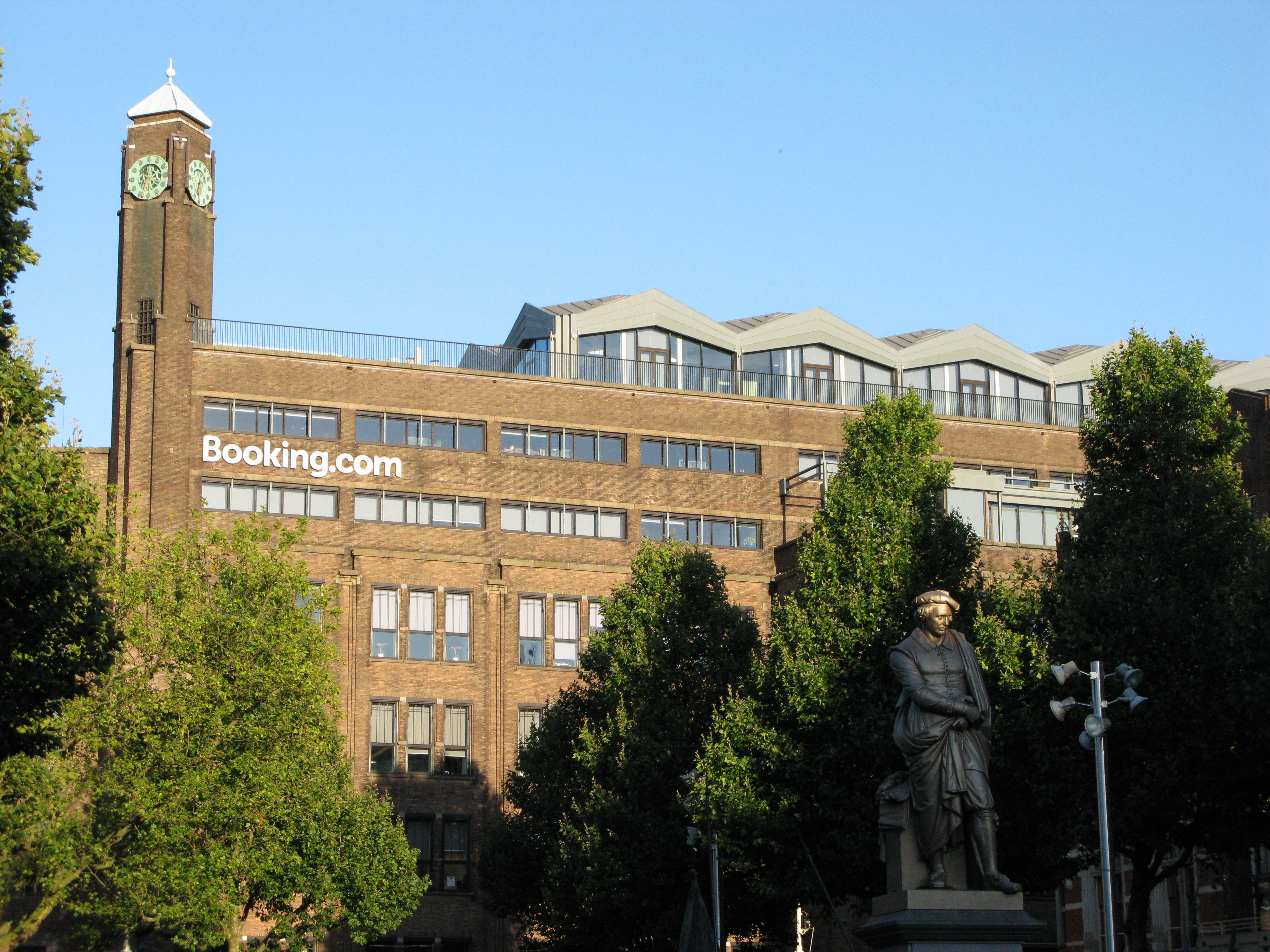
Hauptsitz von Booking.com in Amsterdam

Über das Portal lassen sich Hotels und Ferienwohnungen, Flüge und Mietwagen buchen und Taxis zum Flughafen reservieren. Mittels eines Such- und Filtersystems kann dabei nach Hotelsternen, Unterkunftstyp, Ort und Nähe zu einzelnen Gebieten, Nutzerbewertungen sowie Wünschen in Bezug auf Ausstattung, wie z. B. für einzelne Altersklassen und Lebensgemeinschaftsformen, die Freizeitgestaltung, die Ausübung von Sport und Erholung, Outdoor-Möglichkeiten und Barrierefreiheit, gefiltert werden. Angaben über die Unterbringung werden in einem Buchungsprozess angegeben und bestimmt. Für Gastgeber bietet die Seite mehrere Tools zum Einrichten, Verwalten und Analysieren von Unterkünften an.

## Statistik und Daten
Das Portfolio umfasst rund 28 Millionen Einträge in 137.971 Orten in 229 Ländern und Gebieten weltweit. Jeden Tag werden mehr als 1,55 Millionen Übernachtungen über das Portal reserviert. Die Seite ist in 43 Sprachen verfügbar. Nach einer Studie des europäischen Hotelverbandes Hotrec werden 65,6 Prozent der Hotelbuchungen in Europa dort getätigt. Am 10. November 2015 hatte die Seite bereits eine Milliarde Gäste vermittelt. Im April 2018 hatte die Seite erstmals über fünf Millionen Unterkünfte gelistet. Der Marktanteil liegt bei knapp 66 Prozent.
Die Seite befand sich 2018, gemessen am Alexa-Internet-Rang, auf Platz 87 der meistaufgerufenen Internetseiten der Welt, wovon ein überwiegender Teil der Nutzer aus den Vereinigten Staaten, Europa und Japan kommt. In Österreich wurde Platz 35 belegt.

## Geschichte
Booking.com wurde 1996 von Geert-Jan Bruinsma unter der Adresse bookings.nl in den Niederlanden ins Leben gerufen. Im Jahr 2000 wurde die Seite mit Bookings Online zusammengelegt, die von Sicco und Alec Behrens, Marijn Muyser und Bas Lemmens gegründet wurde, und wurde von da an unter der Adresse Bookings.org vermarktet. Der Name und die URL wurden später in Booking.com geändert und Stef Noorden wurde zum Chief Executive Officer ernannt.
2002 weigerte sich Expedia, Bookings.nl zu kaufen. Im Juli 2005 wurde die Webseite von Booking Holdings (früher Priceline Group) für 133 Millionen US-Dollar erworben. Später kooperierte die Seite außerdem mit ActiveHotels.com, einer von Booking Holdings/Priceline erworbenen europäischen Online-Hotelreservierungsgesellschaft, die für 161 Millionen US-Dollar erworben wurde.
2006 änderte Active Hotels Limited den Namen in Booking.com Limited. Die Integration half der Muttergesellschaft, ihre finanzielle Situation von einem Verlust von 19 Millionen US-Dollar im Jahr 2002 auf 1,1 Milliarden US-Dollar Gewinn im Jahr 2011 zu verbessern. Diese Akquisition wurde daher auch von einigen sozialen Medien als eine der besten Akquisitionen in der Geschichte des Internets gelobt, da der digitale Reisemarkt sich als sehr profitabel erwies.
Von 2008 bis 2011 war der Niederländer Kees Koolen CEO (und anschließend bis 2014 Chairman). Darren Huston wurde im September 2011 von seiner Muttergesellschaft zum CEO von Booking.com ernannt und war zudem seit dem 1. Januar 2014 als President und Chief Executive Officer von Booking Holdings tätig. Als eine Beziehung am Arbeitsplatz aufgedeckt wurde, kam es am 28. April 2016 zum Rücktritt. Huston war der ehemalige Vorstand der Microsoft Corporation, der größten Software-Firma der Welt im Jahr 2003. Nachfolgerin wurde die Niederländerin Gillian Tans, die 2021 von Glenn Fogel abgelöst wurde.
Im Juni 2019 beteiligte sich Booking.com an der Internetwährung Libra (seit November 2020 Name geändert in „Diem“).

## Marketing
Booking.com und seine Schwesterunternehmen tätigten 2016 die meisten Ausgaben in der Reise- und Tourismusbranche für Google Ads und gaben dafür 3,5 Milliarden US-Dollar aus. Im Januar 2013 wurde die erste Markenkampagne von Booking.com, „Booking.yeah“, online für Fernsehsender, Kinos und Fernsehsender in den USA mit der Werbeagentur Wieden + Kennedy Amsterdam gestartet. Im September 2013 startete in Australien der zweite Markt für die Kampagne. Im Januar 2014 startete das Unternehmen eine Werbekampagne in Kanada, im Februar 2014 im Vereinigten Königreich und im Juli 2014 in Deutschland.

## Partnerschaften
Teil der Unternehmensgruppe Booking Holdings sind auch Agoda und Priceline für Unterkünfte, Kayak für Flugsuchen und OpenTable für Reservierungen in Restaurants, RentalCars.com als Marktplattform für Mietwagen und Ctrip, ein chinesisches Online-Reiseunternehmen.
Seit Februar 2013 kooperiert die Panorama Group als Indonesiens größtes Reise-Unternehmen bei Hotelbuchungen mit Booking.com.
Im Jahr 2014 unterzeichnete Sprylogics International Corporation, die lokale mobile Lösungen anbietet, eine Vereinbarung mit Booking.com, damit die Poynt App und das Poynt-Enabled SDK von Sprylogics die vielen Hoteldaten von Booking.com nutzen können.
Im Oktober 2014 schloss Ural Airlines eine Partnerschaft mit Booking.com. Im Oktober 2017 kündigte die UEFA eine Partnerschaft mit dem Portal an. Seit 2017 fördert man Start-up-Unternehmen.

## Kritik und Skandale

### Sicherheit und Kriminalität
Im November 2014 wurde bekannt, dass Kriminelle Kundendaten vom Portal erhalten konnten. Booking.com sagte, dass es den Betrügern entgegenwirke und betroffenen Kunden das Geld zurückzahle. Seitdem hat die Plattform Änderungen vorgenommen, so dass Daten nur von einem Computer abgerufen werden können, der mit dem Hotelserver verbunden ist. Die Teams haben auch daran gearbeitet, Dutzende von Phishing-Seiten zu entfernen, und mit einigen Banken zusammengearbeitet, um betrügerische Bankkonten einzufrieren. Im Juni 2018 war die Website erneut von Hackerangriffen betroffen.
Im Jahr 2023 wurde berichtet, dass nach dem Buchen bei Booking.com erhaltene Zahlungsaufforderungen teilweise nicht von Booking.com stammen, sondern von Betrügern, die Teile der Booking.com-Plattform (die, auf die Hotels/Anbieter zugreifen) infiltriert haben. Booking aktualisierte daraufhin seine Sicherheitshinweise bezüglich Phishing. Laut dem US-amerikanischen Sicherheitsunternehmen Secureworks ist Booking.com bzw. sind dessen Kunden einer „groß angelegten Betrugskampagne“ zum Opfer gefallen.

### Lockvogel-Angebote
Die Seite warb früher oft mit Bestpreisgarantien, die nicht immer zutrafen und den Wettbewerb stark beeinflussten. Daher wurden in Deutschland rechtliche Schritte eingeleitet, um dies zu unterbinden. Allerdings wirbt die Seite auch weiterhin mit Lockvogelangeboten und will die Interessenten damit zu einem raschen Verkaufsabschluss bzw. zu einer raschen Reservierung anregen. Dafür nutzt sie mehrere Verkaufstricks. Mit Hinweisen wie „Nur noch ein Zimmer verfügbar“ wurden Kunden zum Buchen gedrängt. Nach einer Intervention der EU-Kommission 2019 versprach die Plattform, solche Tricks zukünftig zu unterlassen.

### Provisionen und Stornierungen
In Kritik geriet die Seite außerdem für zu hohe geforderte Provisionen, die bei bis zu 40 Prozent liegen können. Dies wies der Betreiber zurück und sagt, dass sie im Schnitt zwischen 11 und 15 Prozent lägen.
Bei einem Teil der Hotels können über Booking.com Buchungen storniert werden. Dafür fallen Gebühren des Unterkunftbetreibers an. Für Aufregung sorgt die Funktion „Verzögertes Stornieren“, bei der erst 24 Stunden lang nach einer Stornierung versucht wird, einen Ersatzgast zu finden, bevor die Unterkunft wieder frei wird. Im Schnitt werden 39 Prozent der Buchungen storniert. Damit hat die Seite die meisten Stornierungen im Vergleich zu ähnlichen Portalen.

### Brandjacking
Im Februar 2015 war ein offener Brief des deutschen Hoteliers Marco Nussbaum, Mitbegründer und CEO der Budget-Design-Hotelmarke „prizeotel“, sehr kritisch gegenüber der Brandjacking-Aktivität von Booking.com. In seinem Brief ging es um Details zur Verwendung von Google Ads durch Booking.com und darum, wie es seinem Geschäft schadete. Der Brief wurde in Fachmedien diskutiert und führte zu einer Diskussion über aktuelle Schwierigkeiten und Herausforderungen für den Online-Vertrieb in der Hotellerie.

### Ermittlungen in ukrainischen Hotels
Im März 2014 schickte Booking.com eine Anfrage an ukrainische und andere Krim-Hotels, um zu klären, ob sie Verbindungen zu Wiktor Janukowytsch und 17 anderen Ukrainern hatten, gegen die die Europäische Union Sanktionen verhängt hatte. Dem Betreiber Booking.com ist es nämlich untersagt, Geschäfte mit sanktionierten Personen zu tätigen.

### Wettbewerbsvorteile und Bestpreisklausel
Im April 2015 warnte die Europäische Union, dass es sich bei Booking.com um eines von mehreren Internetunternehmen handele, die möglicherweise eine marktbeherrschende Stellung erreicht hätten, die über den Punkt hinausgehe, an dem eine Rückkehr möglich sei. Daher akzeptierten französische, schwedische und italienische Wettbewerbsbehörden einen Vorschlag von Booking.com, die „Ratenparität“-Klausel aufzuheben und damit konkurrierenden Reisebüros niedrigere Hotelpreise als Booking.com anzubieten. Booking.com erklärte sich ferner bereit, seinen Vorschlag auf alle EU-Staaten auszudehnen und anzuwenden.
Hotels waren aber nach wie vor daran gehindert, Preise direkt auf ihren eigenen Websites zu diskontieren. Das Verbot der Bestpreisklausel soll die Seite daran hindern, günstigere Preise für Unterkünfte anzubieten als auf den einzelnen Internetseiten. Dies entschied das deutsche Bundeskartellamt 2015 und setzte Booking.com bis Januar 2016 eine Frist, dies umzusetzen. Später folgten auch Österreich und Druck aus der Schweiz. Am 18. Mai 2021 wurde die Bestpreisklausel in Deutschland vom Bundesgerichtshof für wettbewerbswidrig erklärt. 2024 stufte der EuGH die Klausel als kartellrechtswidrig ein.
Im August 2025 wurde bekannt, dass mehr als 10.000 Hotels aus 25 Ländern sich an einer Sammelklage gegen Booking.com beteiligen; sie fordern Schadenersatz für eine jahrelange Preisbindung, zu der sie sich durch eine Bestpreisklausel gezwungen waren. Die Sammelklage wird in Deutschland durch den Hotelverband Deutschland (IHA) unterstützt.

### Israelische Siedlungen
Nach jahrelanger Kritik, unter anderem auch von Amnesty International, dass auch Quartiere in israelischen Siedlungen im Westjordanland vermittelt werden, entschloss sich das Unternehmen im September 2022, bei den betroffenen Angeboten das Wort „besetzt“ und entsprechende Sicherheitshinweise hinzuzufügen. Vier Jahre zuvor hat das Unternehmen den Rückzug aus den Siedlungen ausgeschlossen. Booking.com ist daher als eine von sieben EU-Firmen in der 2020 erstellten Datenbank der UN-Menschenrechtskommission mit 112 Unternehmen, die Geschäfte in den Israelischen Siedlungen machen, enthalten.
Im Februar 2025 berichtete der Guardian, dass Booking.com nach wie vor Angebote in 26 Hotels in israelischen Siedlungen im besetzten Westjordanland und im annektierten Ostjerusalem anführt und so von der illegalen Siedlungstätigkeit profitiert. Eine Sprecherin von Amnesty International sagte zu den Ergebnissen der Guardian-Recherche:
Jedes Unternehmen, das in den illegalen israelischen Siedlungen Geschäfte macht, unterstützt ein Kriegsverbrechen und trägt dazu bei, Israels Apartheidsystem zu stützen. Angesichts der Tatsache, dass das israelische Militär und israelische Siedler in den letzten 15 Monaten eine enorme Anzahl palästinensischer Zivilisten im Westjordanland getötet und verwundet haben, sind diese Tourismusunternehmen mitschuldig am blutgetränkten System israelischer Kriegsverbrechen und systematischer Unterdrückung. Kriegsverbrechen sind keine Touristenattraktion. Airbnb, Booking.com und andere Unternehmen sollten sofort sämtliche Verbindungen mit der illegalen israelischen Besatzung und der fortgesetzten Annexion palästinensischer Gebiete kappen.
Ein Sprecher von Human Rights Watch sagte:
Airbnb und Booking.com tragen zum Landraub, zu lähmenden Einschränkungen der Bewegungsfreiheit und sogar zur Zwangsumsiedlung von Palästinensern im besetzten Westjordanland und im besetzten Ostjerusalem bei, zu Übergriffen der israelischen Behörden, um die Unterdrückung und die Herrschaft über die Palästinenser aufrechtzuerhalten, als Teil der Apartheid, eines Verbrechens gegen die Menschlichkeit. Unternehmen sollten ernsthafte Verstöße gegen das Völkerrecht nicht ermöglichen, unterstützen oder davon profitieren. Es ist Zeit, dass diese beiden Unternehmen aufhören, auf gestohlenem Land in den besetzten Gebieten Geschäfte zu machen.

## Ländersperren
Im März 2017 verbot ein türkisches Gericht die Aktivitäten von Booking.com aufgrund eines Verstoßes gegen das türkische Wettbewerbsrecht und ließ die Seite sperren. Booking.com stellte daraufhin den Verkauf von Unterkünften in der Türkei an türkische Nutzer ein. Die Website und die Anwendung können jedoch aus dem Ausland für Reservierungen in Hotels in der Türkei verwendet werden. Die Seite wurde im Mai 2018 in Russland als Reaktion auf US-Sanktionen gegen Russland gesperrt.